# Civitas A/S
Civitas A/S var et KMD-ejet datterselskab med cirka 35 medarbejdere, der arbejdede indenfor området edb og ledelsesinformation, primært i forhold til statens virksomheder og institutioner.

## Ekstern henvisning
- Hjemmeside